# هيدروكلورثيازيد
هيدروكلورثيازيد (بالإنجليزية: Hydrochlorothiazide)‏ (مختصره HCTZ أو HCT أو HZT) هو مدر للبول وحالات الاستسقاء بالإضافة لاستخدامات أخرى مثل مرض السكري الكاذب والحماض النبيبي الكلوي والحصاة الكلوية وفرط كالسيوم البول.
هيدروكلورثيازيد متوفر منذ عام 1959. وهو أحد الأدوية المدرجة في قائمة منظمة الصحة العالمية للأدوية الأساسية.